# The Nutcracker in 3D
The Nutcracker in 3D (no Brasil, O Quebra-Nozes: A História Real) é um filme de fantasia britânico e húngaro de 2010, escrito e dirigido por Andrei Konchalovsky.

## Sinopse
Mary (Elle Fanning) ganha de presente de Natal um boneco quebra-nozes. Durante a noite, o brinquedo ganha vida e se transforma em um jovem príncipe (Charlie Rowe). Os dois embarcam em uma aventura para ajudá-lo a recuperar seu reino, que foi roubado por um rato (John Turturro).

## Produção
Andrei Konchalovsky revelou que esse é o filme dos seus sonhos. Ele sempre sonhou em fazer um filme de fantasia baseado no musical de ballet O Quebra Nozes. Quando o filme ainda estava em produção, foi revelado que o filme não teria nenhuma semelhança com o ballet, apenas a estória do filme seria a mesma. Segundo Andrei Konchalovsky, não é possível combinar o ballet em um filme de fantasia. 